# Sandra Marchena
Sandra Marchena Rejas (Sabadell, 28 de diciembre de 1974) es una actriz y directora española, más conocida por interpretar el papel de Rosina Rubio en la telenovela Acacias 38.

## Biografía
Sandra Marchena nació el 28 de diciembre de 1974 en Sabadell, en provincia de Barcelona (España), y además de actriz es también directora.

## Carrera
Sandra Marchena comenzó su carrera como monologa y comediante, cuyas piezas no solo fueron actuadas sino también escritas por ella. En 2005 hizo su primera aparición como actriz en la serie Motivos personales. En 2007 protagonizó la serie Círculo rojo. En el mismo año protagonizó la película Un millón de amigos dirigida por Fernando Merinero. También en 2007 interpretó el papel de Filomena en la telenovela de Antena 3 Amar en tiempos revueltos.
De 2008 a 2011 interpretó el papel de Mema en la serie La Señora. En 2010 actuó en las películas El viaje de Penélope (como Eurímaco) y en Haz de tu vida una obra de arte, ambas películas dirigidas por Fernando Merinero. En el mismo año actuó en la serie Hospital Central (en el papel de Encarna) y en el cortometraje Único Sentido dirigido por Jorge Gonzalo. En el 2011 participó en el programa de televisión El club de la comedia. En 2013 dirigió el cortometraje The Detective in Love. En 2015 protagonizó la serie Aquí Paz y después Gloria.
De 2015 a 2021 fue elegida por TVE para interpretar el papel de Rosina Rubio en la telenovela emitida en La 1 Acacias 38 y donde actuó junto a actores como Mariano Llorente, Jorge Pobes, Alba Brunet, Carlos Serrano-Clark, Marita Zafra y Amparo Fernández. En 2021 dirigió la obra Sincronía (una comedia Amarga), en la sala Plot Point.

## Filmografía

### Actriz

#### Cine
| Año  | Título                          | Personaje | Director          |
| ---- | ------------------------------- | --------- | ----------------- |
| 2007 | Un millón de amigos             |           | Fernando Merinero |
| 2010 | El viaje de Penélope            | Eurímaco  | Fernando Merinero |
| 2010 | Haz de tu vida una obra de arte | Loreto    | Fernando Merinero |

#### Televisión
| Año       | Título                    | Personaje    | Notas          |
| --------- | ------------------------- | ------------ | -------------- |
| 2005      | Motivos personales        |              | 1 episodio     |
| 2007      | Círculo rojo              | 2 episodios  |                |
| 2007      | Amar en tiempos revueltos | Filomena     | 2 episodios    |
| 2008-2010 | La Señora                 | Mema         | 30 episodios   |
| 2010      | Hospital Central          | Encarna      | 1 episodio     |
| 2015      | Aquí Paz y después Gloria |              | 1 episodio     |
| 2015-2021 | Acacias 38                | Rosina Rubio | 1483 episodios |
| 2024-2025 | La Moderna                | Leonora      | 161 episodios  |

#### Cortometrajes
| Año  | Título        | Director      |
| ---- | ------------- | ------------- |
| 2010 | Único Sentido | Jorge Gonzalo |

### Directora

#### Cortometrajes
| Año  | Título                | Director/a      |
| ---- | --------------------- | --------------- |
| 2013 | The Detective in Love | Sandra Marchena |

## Teatro
2022 Sincronía (una comedia amarga) Sala Lola Membrives (Teatro Lara). Directora, Dramaturga y productora.
2024 Catártica Dramaturga y directora. Teatros Luchana. Coproductora junto a Evoca Producciones.
| Año  | Título                            | Director/a      | Teatro          |
| ---- | --------------------------------- | --------------- | --------------- |
| 2021 | Sincronía (una comedia de Amarga) | Sandra Marchena | Sala Plot Point |

## Programas de televisión
| Año  | Título                |
| ---- | --------------------- |
| 2011 | El club de la comedia |